# Valis IV
 (septembre 2015).
Valis IV (ヴァリスⅣ, Varisu Fō) est un jeu vidéo d'action-plates-formes développé et édité par Telenet Japan / Shin-Nihon Laser Soft Co sur PC Engine le 23 août 1991. Il est porté sur Super Nintendo en 1992 et est renommé à l'occasion Super Valis IV (SUPERヴァリス赤き月の乙女, Sūpā Varisu Akaki Tsuki no Otome, ou Red Moon Rising Maiden) ; certaines sources ne mentionnent pas le numéro du jeu et ne font référence qu'au titre Super Valis.

## Synopsis
L'histoire s'inscrit dans la continuité de la série et se déroule dans Vecanti, le monde des rêves. Le fils du roi Asfar, Gallagher, veut prendre le contrôle du monde grâce à une bague magique. Seule Lena, une jeune guerrière, peut l'en empêcher avec l'épée magique Valis.

## Système de jeu
Le concept de jeu a été comparé à un mélange entre les séries Castlevania et Ninja Gaiden. Lena, Amu et Asfar  doivent traverser 9 niveaux : Vecanti & Vanity Castle, Babylon, Road to Heaven, Trials of the Labyrinth, Human World, Crystal Pillar, Roof of Crystal Pillar, The surface of Red Moon et Red Moon's core. Dans Super Valis IV, Lena doit traverser 7 niveaux : Vecanti, Vanity Castle, Babylon, Valhalla, Crystal Pillar, Reddish Moon et Gallagher.
Il existe des différences notables entre les versions du jeu sur les différentes plateformes. Le portage sur Super Nintendo a été critiqué à propos de la suppression de personnages jouables : Amu (la sœur de Lena) et Asfar (le père de Gallagher), ainsi que la suppression des scènes cinématographiques.

### Sources à lier
- EGM 	07/05/03
- Joypad, n°9, juin 1992, noté 81 % sur SNES
- Consoles +, n°7, mars 1992, noté 72 % sur SNES
- (de) Video Games, n°7/92, noté 38 % sur SNES. Idem.
- (ja) Famitsu, n°142, noté 25/40 sur PC-Engine
- (en) Super Gaming, Issue 3 (Winter 1991), mini-test, moyenne de 8/10 sur PC-Engine